# Super Monkey Ball 3D
Super Monkey Ball 3D (スーパーモンキーボール　3D) est un jeu vidéo de type party game et plates-formes développé et édité par Sega, sorti en 2011 sur Nintendo 3DS.

## Accueil
- Jeuxvideo.com : 11/20[1]